# Macrogyrus australis
Macrogyrus australis is een keversoort uit de familie van schrijvertjes (Gyrinidae). De wetenschappelijke naam van de soort is voor het eerst geldig gepubliceerd in 1835 door Brullé.